# Косогов Яків Михайлович
Яків Михайлович Косогов (23 лютого 1924, село Черняково Дмитровського повіту Орловської губернії, тепер частина міста Желєзногорська Курської області, Російська Федерація — 22 жовтня 2009, місто Кривий Ріг Дніпропетровської області) — радянський шахтар, бурильник шахти імені Валявка рудоуправління імені Ілліча тресту «Дзержинськруда» Міністерства чорної металургії УРСР Дніпропетровської області. Герой Соціалістичної Праці (19.07.1958). Депутат Верховної Ради УРСР 5-го скликання.

## Біографія
Народився у селянській родині. У 1939 році закінчив сім класів сільської школи і почав працювати в колгоспі «Нове життя» Курської області. У 1941 році закінчив курси трактористів, працював у колгоспі за фахом.
У 1941—1943 роках проживав на окупованій німецькими військами території. Учасник німецько-радянської війни. З грудня 1942 року — партизан 1-ї Курської партизанської бригади. У березні 1943 року партизани були переведені до складу регулярних військ Радянської армії. Яків Косогов став кулеметником 2-го мотострілецького батальйону 26-ї мотострілецької бригади, потім — командиром відділення кулеметної роти 63-го гвардійського стрілецького полку 23-ї гвардійської стрілецької дивізії. Пройшов бойовий шлях від Курської дуги до Одеру, брав участь у форсуванні Дніпра, двічі поранений.
До 1947 року служив у радянських окупаційних військах в районі міста Магдебург у Німеччині. Після демобілізації повернувся працювати в рідне село.
У 1951 році переїхав до міста Кривого Рогу, де влаштувався працювати бурильником на шахту імені Валявка рудоуправління імені Ілліча, опанував гірницьку професію. У 1955 році визнаний кращим бурильником чорної металургії СРСР.
Член КПРС з 1956 року.
19 липня 1958 року, указом Президії Верховної Ради СРСР за видатні успіхи, досягнуті в справі розвитку чорної металургії, Косогову Якову Михайловичу присвоєно звання Героя Соціалістичної Праці з врученням золотої медалі «Серп і Молот» та ордену Леніна.
Працював бурильником на шахті імені Валявка до 1960 року. З 1960 року — голова профкому шахти імені Валявка рудоуправління імені Ілліча тресту «Дзержинськруда» Дніпропетровської області.
У 1968—1984 роках — диспетчер рудоуправління імені Ілліча міста Кривого Рогу Дніпропетровської області. З 1984 року, після виходу на пенсію, працював начальником бази відпочинку рудника.
Обирався делегатом XX позачергового з'їзду КП України, VIII з'їзду профспілки працівників металургійної промисловості СРСР. Новатор виробництва, ініціатор трудових починань, виробничі плани виконував на 230-240 %.
Помер 22 жовтня 2009 року в Кривому Розі, де й похований на Всебратському цвинтарі.

## Нагороди
- Герой Соціалістичної Праці (19.07.1958)
- орден Леніна (19.07.1958)
- орден Вітчизняної війни І-го ступеня (6.04.1985)
- орден «За мужність» ІІІ-го ступеня
- дві медалі «За відвагу» (16.08.1943, 28.09.1945)
- медаль «За перемогу над Німеччиною у Великій Вітчизняній війні 1941—1945 рр.» (4.04.1946)
- медалі.

## Пам'ять
- Ім'я на Стелі Героїв в Кривому Розі.